# Mięsień wielodzielny

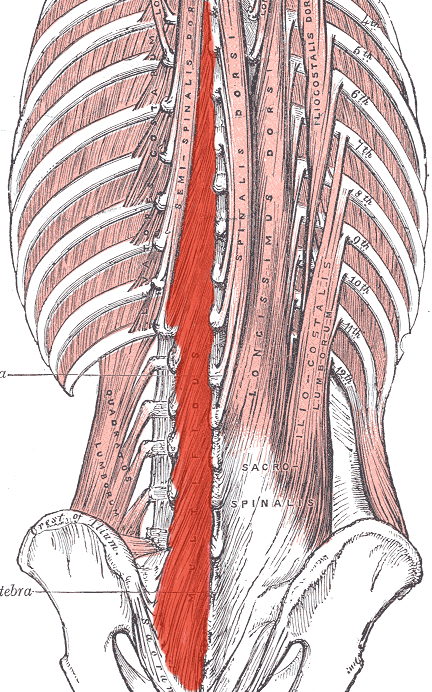
Głębokie mięśnie grzbietu człowieka, mięsień wielodzielny zaznaczony na czerwono

Mięsień wielodzielny (łac. musculus multifidus) – mięsień kręgowców, należący do mięśni nadosiowych, do pasma przyśrodkowego mięśni głębokich grzbietu.
Mięsień ten powstaje przez połączenie kilku miomerów. Cechują go rozbieżne pęczki mięśniowe, zaczynające się na wyrostkach suteczkowatych, stawowych lub poprzecznych kręgów i kończące na wyrostkach kolczystych lub łukach kręgów. Cały mięsień sięga od kości krzyżowej po kręgi szyjne. W kierunku ogonowym jego działanie przedłużać może mięsień ogonowy dogrzbietowy przyśrodkowy, a w kierunku głowy mięśnie: skośny tylny głowy i skośny przedni głowy. Mięsień ten bierze udział w prostowaniu, stabilizowaniu i skręcaniu kręgosłupa. Unerwiają go gałęzie dogrzbietowe nerwów rdzeniowych.

## Człowiek
U człowieka mięsień wielodzielny należy do grupy długich głębokich mięśni grzbietu. Położony jest na całej długości kręgosłupa, ale w jego dolnej, lędźwiowej części jest najsilniej rozwinięty. W odcinku piersiowym i szyjnym jest przykryty przez mięsień półkolcowy. Składa się z połączonych ze sobą wiązek mięśniowych, z których każda kończy się zazwyczaj 2–4 kręgi wyżej niż się zaczęła. Przyczepy początkowe ma na kości krzyżowej, grzebieniu kości biodrowej, więzadłach krzyżowo-biodrowych tylnych, powięzi piersiowo-lędźwiowej, wyrostkach suteczkowatych kręgów lędźwiowych, wyrostkach poprzecznych kręgów piersiowych i wyrostkach stawowych kręgów szyjnych od piątego do siódmego. Przyczepy końcowe znajdują się na wyrostkach kolczystych kręgów szyjnych (od drugiego do siódmego), piersiowych i lędźwiowych.
Unerwiony jest przez przyśrodkowe gałązki od gałęzi tylnych nerwów rdzeniowych C3–S4.
Jego funkcją w działaniu obustronnym jest prostowanie i utrzymywanie kręgosłupa, a w działaniu jednostronnym zginanie go w bok i obracanie w przeciwną stronę.